# Uroblaniulus exul
Uroblaniulus exul är en mångfotingart som beskrevs av Chamberlin 1951. Uroblaniulus exul ingår i släktet Uroblaniulus och familjen Parajulidae. Inga underarter finns listade i Catalogue of Life.